# جورج اندروز (عسكري)
جورج اندروز (بالإنجليزية: George Andrews)‏ هو عسكري أمريكي، ولد في 26 أغسطس 1850 في بروفيدنس في الولايات المتحدة، وتوفي في 10 سبتمبر 1928 في واشنطن العاصمة في الولايات المتحدة.